# Karassiov
Karassiov - Карасёв (rus) - és un khútor del krai de Krasnodar, a Rússia. Es troba a la vora esquerra del Txelbas, davant de Nekhvorosxanski. És a 29 km al sud-est de Tikhoretsk i a 123 km al nord-est de Krasnodar.
Pertany a l'stanitsa de Khopiórskaia.